# Panteão (Paris)
O Panteão de Paris (em francês:  Panthéon de Paris) é um mausoléu histórico, que combina elementos do estilo neoclássico e gótico, situado no monte de Santa Genoveva, no 5.º arrondissement de Paris, em pleno Quartier Latin,  construído entre 1758 e 1790, a partir de projetos de Jacques-Germain Soufflot, a mando do rei Luís XV da França; o rei pretendia que fosse uma igreja dedicada a Santa Genoveva, padroeira de Paris, cujas relíquias seriam abrigadas na igreja. Nem Soufflot nem Luís XV viveram para ver a igreja concluída. Honra figuras notáveis como Voltaire, Rosseau, Marie Curie e Victor Hugo, que nele jazem. O panteao simboliza a dedicação de França ao secularismo, arte e ciência, oferecendo vistas deslumbrantes do seu domo, e preserva a herança cultural e intelectual da nação.
À sua volta dispõem-se alguns edifícios de importância, como a igreja de Saint-Étienne-du-Mont, a Biblioteca de Santa Genoveva, a Universidade Paris-Sorbonne, a prefeitura do 5º arrondissement e o Liceu Henrique IV. Da rua Soufflot consegue-se uma perspectiva favorável do Panteão, a partir do Jardim de Luxemburgo.
O nome do monumento, Panteão, vem do grego pántheion (πάνθειον), que significa "de todos os deuses". Originalmente planejado no século XVIII para ser uma igreja que abrigaria o santuário de Santa Genoveva, este monumento tem desde a Revolução Francesa vocação para homenagear grandes pessoas que marcaram a história da França, exceto para as carreiras militares normalmente dedicadas ao Panteão militar de Invalides 
Tem 110 metros de comprimento e 84 metros de largura. A fachada principal está decorada com um pórtico de colunas de estilo coríntio que apoiam um frontão triangular da autoria David d’Angers. O edifício, em forma de cruz grega, é coroado por uma cúpula de 83 metros de altura, com um lanternim no topo. O seu interior está decorado por pinturas académicas de Pierre Puvis de Chavannes, Gros e Cabanel, entre outros.

## História
O Panteão é, indubitavelmente, monumental. Iniciadas em 1764, as obras do edifício foram encomendadas pelo monarca Luís XV, o qual, após recuperar-se de uma grave doença, ordenou ao arquiteto Soufflot a construção de uma basílica em tributo à Santa Genoveva (padroeira de Paris), em substituição à antiga abadia ali existente. Concluído em 1790, sob a gerência de Rondelet, o edifício foi laicizado pelos movimentos revolucionários burgueses, transformando-o em Panteão nacional. Hoje, na cripta, 70 célebres personagens da história francesa repousam — tais como escritores, cientistas, generais e políticos –—, motivo pelo qual o frontão contém, inscrito, o interessante brocardo “Aux grands hommes, la patrie reconnaissante” (“Aos grandes homens, a pátria é grata”), junto ao interessante baixo-relevo, de David d’Angers, alusivo à homenagem da pátria francesa a seus imponentes heróis.

## Arquitetura

### Descrição geral
O Panteão é um edifício de 110 m de comprimento e 84 m de largura. A fachada principal é decorada com um pórtico de colunas coríntias, encimado por um frontão triangular feito por David d’Angers. Este frontão representa a Pátria (centro) dando Liberdade e protegendo em seu direito as Ciências — representadas por muitos grandes cientistas (François-Xavier Bichat, Berthollet, Gaspard Monge, Laplace etc.), filósofos (Voltaire, Jean-Jacques Rousseau etc.), escritores (Fenelon, Pierre Corneille etc.) e artistas (Jacques-Louis David etc.) — e à sua esquerda a História — representada pelos grandes personagens do Estado (Napoleão Bonaparte etc.) e estudantes da Escola Politécnica.
O edifício, em forma de cruz grega, é coroado por uma cúpula de 83 metros de altura, com uma claraboia. O interior é decorado por pintores acadêmicos como Puvis de Chavannes, Antoine-Jean-Gros, Léon Bonnat ou Cabanel.

### Cúpula tripla

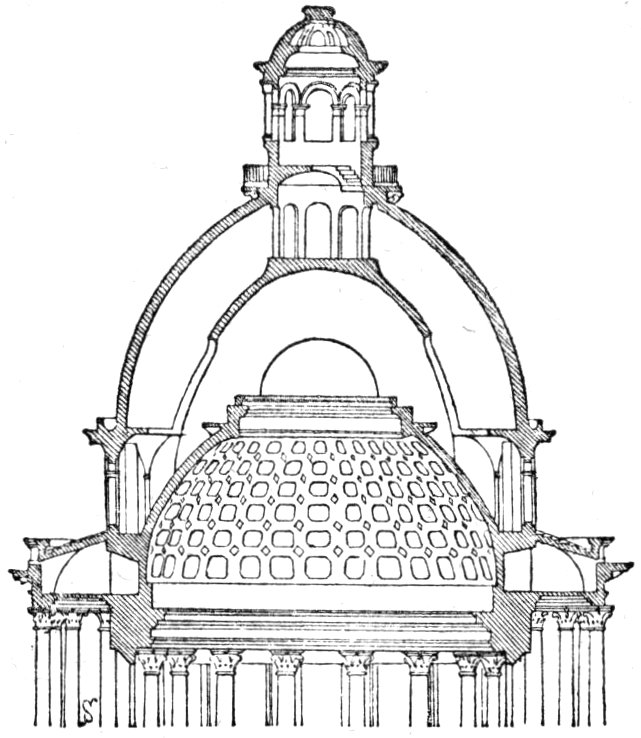
Copa na cúpula tripla

Um elemento essencial da construção permanece invisível para o visitante. Enquanto alguém pode pensar que apenas uma cúpula suporta a claraboia e a cruz em seu topo, na realidade, três cúpulas estão aninhadas uma dentro da outra:
- A cúpula externa é feita de pedra coberta com tiras de chumbo, e não em uma moldura, como era tradicional na época (como em Saint-Louis-des-Invalides). Sua implementação também é um verdadeiro feito técnico. Adhémar, em seu Traité de charpente,[5] explica a escolha de uma cúpula de pedra pela estabilidade necessária para um grande edifício comumente submetido, pelo vento, a oscilações.

- De dentro, há uma cúpula em caixão, aberta no centro por um óculo (abertura redonda). Esta cúpula baixa repousa na parte inferior do tambor, no nível da colunata externa, que contrasta o conjunto.

- Entre essas duas cúpulas, externa e interna, é construída uma terceira cúpula técnica intermediária em forma de meio ovo, que sustenta a lanterna de pedra, que pesa mais de cinco toneladas. É na face interna dessa cúpula que é pintada a L'Apothéose de sainte Geneviève de Antoine Gros, visível através do óculo da cúpula interna. Esta cúpula intermediária não consiste em um manto de pedra contínua como a cúpula externa: ela é perfurada por quatro arcos que permitem que as cargas sejam baixadas da lanterna para os pilares. Os dias, enquanto isso, deixavam a luz das janelas na parte superior do tambor entre as duas cúpulas inferiores para embelezar a pintura da apoteose.

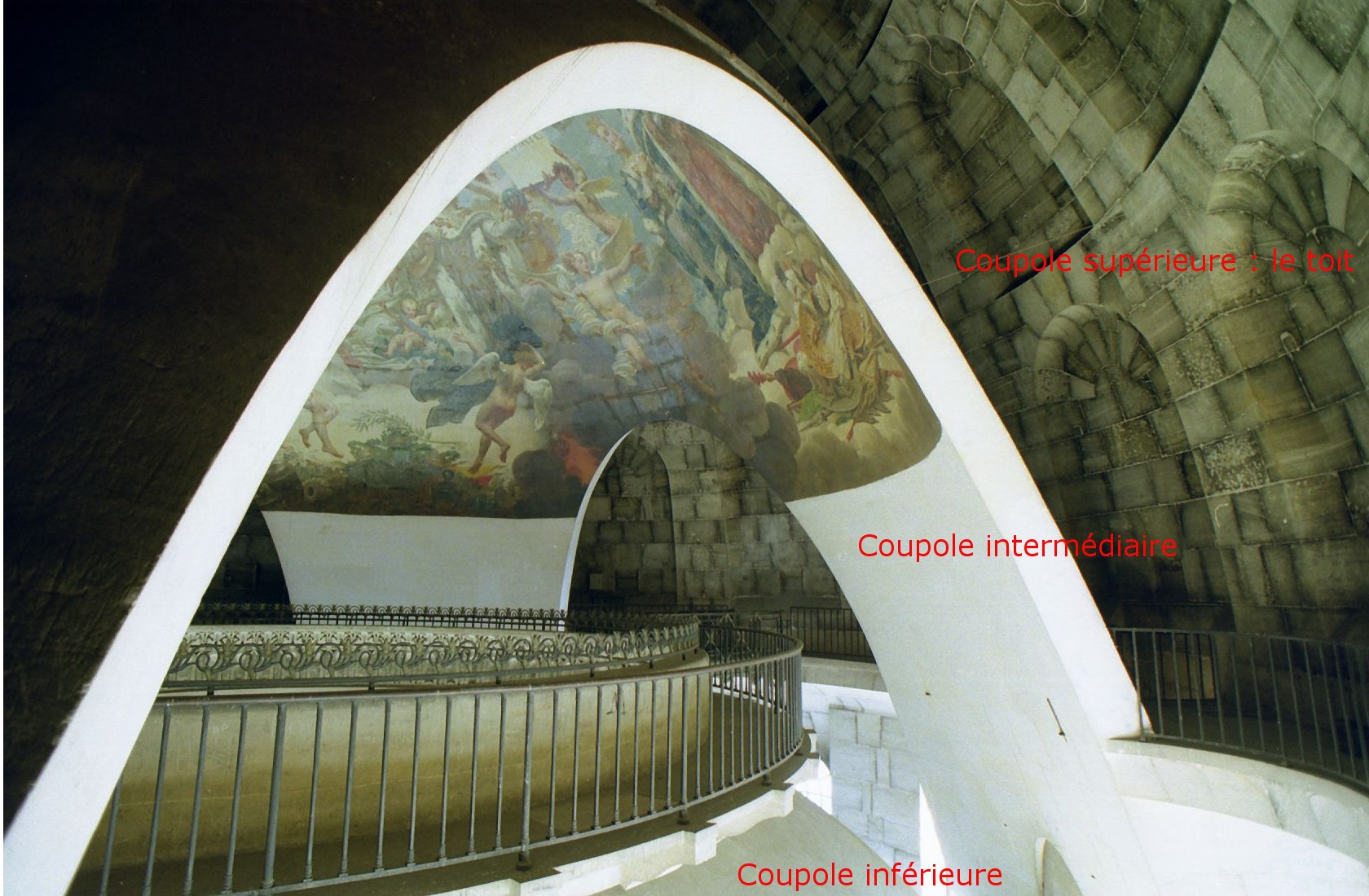
As três cúpulas do Panteão de Paris

Este método de circulação de luz pode ser comparado com aquele adotado pelos predecessores de Soufflot; por exemplo, o Panteão de Roma e seu oculus central aberto, ou a cúpula dos Inválidos de Paris, de Hardouin-Mansart. Há também uma cúpula de envelope triplo na Catedral de São Paulo, em Londres, projetada pouco tempo antes pelo arquiteto inglês Christopher Wren, mas com uma cúpula robusta. O sistema de construção pode ser examinado no modelo feito por Rondelet: está exposto na capela anexada ao norte do edifício.
No projeto da cúpula, pesando 17 000 toneladas, Soufflot usou a curva da "cadeia reversa" no desenho da cúpula intermediária. Isso é influenciado pela teoria do matemático inglês Robert Hooke, publicada em 1678: a curva formada por uma corrente de suspensão, quando invertida, dá a forma de um arco de alvenaria "parfait ", seguindo e contendo a linha de empuxo, que encontrará uma formulação matemática em 1691, por Jacques Bernoulli, Leibniz e Huygens.

### Cripta
A cripta cobre toda a superfície do edifício. De fato, consiste em quatro galerias, cada uma sob cada braço da nave. No entanto, não é realmente enterrado como uma cova desde janelas, no topo de cada galeria, aberta ao exterior.

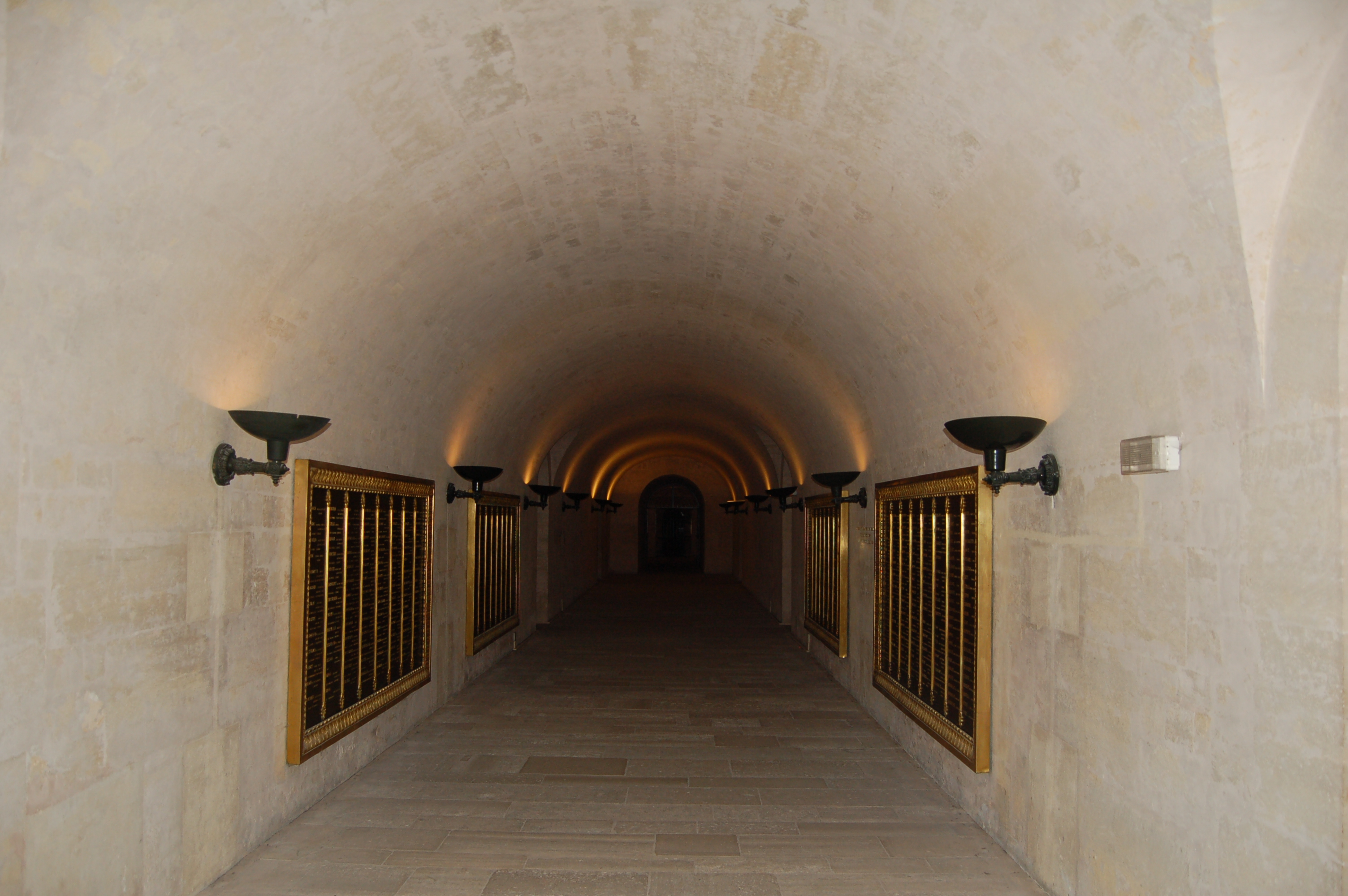
Cripta do Pantheon

Entra-se na cripta por uma sala decorada com colunas dóricas (em referência ao templo de Netuno em Paestum, que Soufflot visitara durante sua viagem à Itália). À medida que avançamos, descobrimos, no centro do edifício, a vasta sala circular abobadada e a pequena sala central, localizada logo abaixo da cúpula. As dimensões da cripta a fazem parecer muito vasta. Os atuais 74 ocupantes não estão limitados, pois a capacidade total é de cerca de 300 lugares. Uma das hipóteses apresentadas para explicar isso seria que Luís XV queria torná-lo um mausoléu para os Bourbons.

## Individualidades homenageadas ao serem sepultadas no Panteão
A primeira mulher a ser sepultada no Panteão de Paris foi Sophie Berthelot, não pelo que fez em vida, mas para a não separar do marido, Marcellin Berthelot. 

Os túmulos (67 até à data) situam-se na cripta do monumento.
Encontram-se aí (ou, pelo menos, têm um memorial):
- Louis-Joseph-Charles-Amable d'Albert de Luynes
- Alexandre Dumas
- André Malraux
- Antoine-Cesar de Choiseul-Praslin
- Claude Ambrose Regnier
- Claude Louis Berthollet
- Claude-Louis Petiet
- Chalier
- Denis Diderot
- Chrétien-Guillaume de Lamoignon de Malesherbes
- Georges Cuvier
- Emmanuel Cretet
- Émile Zola
- Felix Eboue
- Fénelon
- François Barthelemy Beguinot
- Gaspard Monge
- Giovanni Battista Caprara
- Henri Grégoire
- Jacques-Germain Soufflot
- Jacques-Louis David
- Jean-Baptiste Baudin
- Jean-Baptiste Papin
- Jean Baptiste Perrin
- Jean-Étienne-Marie Portalis
- Jean-Jacques Rousseau
- Jean Jaurès
- Jean Lannes
- Jean-Marie-Pierre-François le Paige
- Jean Monnet
- Jean Moulin (em memória, já que o seu corpo nunca foi reencontrado)
- Joseph Bara
- Joseph-Louis Lagrange
- Josephine Baker (restos mortais foram transladados do Monaco Cemetery em Monaco)

- Joseph-Marie Vien
- Justin-Bonaventure Morard de Galles
- Lazare Carnot
- Léon Gambetta
- Louis Antoine de Bougainville
- Louis Braille
- Marcellin Berthelot
- Marie Curie
- Marie Jean Antoine Nicolas Caritat
- Sadi Carnot
- Marquis Gabriel-Louis de Caulaincourt
- Michel Ordener
- Mirabeau
- Hyacinthe-Hughes Timoléon de Cossé-Brissac
- Paul Langevin
- Paul Painlevé
- Pierre Curie
- Pierre-Jean-Georges Cabanis
- René Cassin
- René Descartes (restos mortais foram transladados da Suécia)
- Sophie Berthelot
- Victor Hugo
- Victor Schoelcher
- Voltaire

## O Panteão e a Arte
Sua posição dominante no topo da colina Santa Genoveva, assim como sua forma original atrai, desde a sua construção, o olhar de grandes artistas como Van Gogh, Marc Chagall ou o dos amadores. Símbolo republicano, Victor Hugo o colocará em poema e será o assunto de vários livros.
É agora também um espaço de exposição onde artistas contemporâneos como Gérard Garouste e Ernesto Neto aproveitam o vasto espaço da nave para apresentar suas obras.
Em contraste, o Pantheon tem apenas seis escritores (incluindo: Victor Hugo, Alexandre Dumas, Emile Zola), um único pintor (Joseph-Marie Vien, artista oficial do primeiro Império) e nenhum músico.
Há ainda uma homenagem ao escritor Antoine de Saint-Exupéry que desapareceu em um acidente de avião em 1944. O corpo do autor do “Pequeno Príncipe” nunca foi encontrado.

## Acesso
Este local é servido pelas estações de metrô Cardinal Lemoine e Place Monge.
 Este local é servido pela estação da linha B do RER: Luxembourg.
 Este local é servido pelas linhas de ônibus: 21; 27; 38; 84; 85 e 89.
O acesso ao Panteão é sujeito a cobrança.